# Nycteola transversistrigata
Nycteola transversistrigata är en fjärilsart som beskrevs av Obraztsov 1953. Nycteola transversistrigata ingår i släktet Nycteola och familjen trågspinnare. Inga underarter finns listade i Catalogue of Life.